# Sainte-Engrâce
Pour les articles homonymes, voir Sainte-Engrâce.
Sainte-Engrâce (en basque Urdatx ou Santa-Grazi) est une commune française située dans le département des Pyrénées-Atlantiques, en région Nouvelle-Aquitaine.
Le gentilé est Santagraztar (ou Urdaxtar).

## Géographie

### Localisation
La commune de Sainte-Engrâce se trouve dans le département des Pyrénées-Atlantiques, en région Nouvelle-Aquitaine et est frontalière avec l'Espagne (communauté forale de Navarre).
Elle se situe à 74 km par la route de Pau, préfecture du département, à 41 km d'Oloron-Sainte-Marie, sous-préfecture, et à 30 km de Mauléon-Licharre, bureau centralisateur du canton de Montagne Basque dont dépend la commune depuis 2015 pour les élections départementales.
La commune fait en outre partie du bassin de vie de Mauléon-Licharre.
Les communes les plus proches sont : 
Licq-Athérey (6,1 km), Licq-Athérey (7,1 km), Etchebar (8,2 km), Larrau (8,3 km), Laguinge-Restoue (8,9 km), Lichans-Sunhar (8,9 km), Montory (9,7 km), Lacarry-Arhan-Charritte-de-Haut (9,7 km).
Sur le plan historique et culturel, Sainte-Engrâce fait partie de la province de la Soule, un des sept territoires composant le Pays basque,. La Soule, traversée par la vallée du Saison, est restée repliée sur ses traditions (mascarades, pastorales, chasse à la palombe, etc). Elle se divise en Arbaille, Basse-Soule et Haute-Soule, dont fait partie la commune.
La commune est frontalière avec l'Espagne (Navarre), au sud.

### Communes limitrophes
Les communes limitrophes sont Licq-Athérey, Haux, Lanne-en-Barétous, Arette, Isaba-Izaba et Larrau.
| Licq-Athérey | Haux            | Lanne-en-Barétous |
| Larrau       | Sainte-Engrâce  | Arette            |
|              | Isaba (Espagne) |                   |

### Paysages
La commune regroupe deux hameaux, Sainte-Engrâce Caserne et Sainte-Engrâce Bourg, le long de la route départementale 113, dans la vallée de l'Uhaitxa. La mairie et l'école se trouvent dans le hameau de La Caserne, et l'église au bourg distant de 5 km. En haut de la vallée se trouve le cirque de Sainte-Engrâce.
Depuis 2010, l'immense salle de La Verna est ouverte au public. C'est une cavité qui fait partie du gouffre de la Pierre-Saint-Martin.

### Hydrographie
La commune est traversée par des affluents du Saison :
- le gave de Sainte-Engrâce et ses tributaires :
  - Abitolako erreka
  - Béhizariéko erreka
  - Gahardoyko erreka
  - le ruisseau des gorges de Kakuetta et ses affluents :
    - Achourako erreka
    - Althagnétako erreka
    - Larrégorriko erreka
    - le ruisseau de Sombiague

  - Heyléko erreka
  - Inkhazkubuko erreka
  - Itzaléko erreka et son tributaire :
    - Agarratzéko erreka

  - Lukhubignéko erreka
  - Montcholako erreka
  - Murrubelzéko erreka et son affluent :
    - Bassabarrondoko erreka
- le ruisseau de Letchartsu

Le ruisseau d'Ihitsaga, tributaire de Uthurzéhétako erreka, autre affluent du Saison, coule également sur la commune, ainsi que son affluent, le ruisseau de Sakia.

### Climat
Pour des articles plus généraux, voir Climat de la Nouvelle-Aquitaine et Climat des Pyrénées-Atlantiques.
Historiquement, la commune est dans une zone de transition entre les climats océaniques aquitain et basque.  
En 2020, Météo-France publie une typologie des climats de la France métropolitaine dans laquelle la commune est exposée à un climat de montagne et est dans la région climatique Pyrénées atlantiques, caractérisée par une pluviométrie élevée (>1 200 mm/an) en toutes saisons, des hivers très doux (7,5 °C en plaine) et des vents faibles.
Pour la période 1971-2000, la température annuelle moyenne est de 12,1 °C, avec une amplitude thermique annuelle de 13,1 °C. Le cumul annuel moyen de précipitations est de 1 631 mm, avec 12,5 jours de précipitations en janvier et 9,8 jours en juillet. Pour la période 1991-2020, la température moyenne annuelle observée sur la station météorologique la plus proche, située sur la commune de Licq-Athérey à 6 km à vol d'oiseau, est de 13,1 °C et le cumul annuel moyen de précipitations est de 1 528,1 mm,. Pour l'avenir, les paramètres climatiques de la commune estimés pour 2050 selon différents scénarios d'émission de gaz à effet de serre sont consultables sur un site dédié publié par Météo-France en novembre 2022.

### Milieux naturels et biodiversité

#### Réseau Natura 2000
Le réseau Natura 2000 est un réseau écologique européen de sites naturels d'intérêt écologique élaboré à partir des Directives « Habitats » et « Oiseaux », constitué de zones spéciales de conservation (ZSC) et de zones de protection spéciale (ZPS).
Trois sites Natura 2000 ont été définis sur la commune au titre de la « directive Habitats », : 
- « le Saison (cours d'eau) », d'une superficie de 2 200 ha, un cours d'eau de très bonne qualité à salmonidés[21] ;
- les « montagnes du Barétous », d'une superficie de 14 421 ha, présentant une flore très diversifiée marquée par une nette influence atlantique et montagnarde. Elles se démarquent des autres massifs de la Haute Soule et du Barétous` notamment par sa flore caractéristique des tourbières comprenant de nombreuses espèces patrimoniales dont 16 espèces de sphaignes et 4 lycopodiacées[22] ;
- les « montagnes de la Haute Soule », d'une superficie de 14 360 ha, présentant une flore très diversifiée marquée par une nette influence atlantique et se démarquent des autres massifs de la Haute Soule et du Barétous par la présence de l’étage subalpin et d’une influence montagnarde par conséquent plus tranchée[23] et une au titre de la « directive Oiseaux »[20],[Carte 2] :
- la « Haute Soule : massif de la Pierre Saint-Martin », d'une superficie de 18 312 ha, un vaste ensemble montagneux de basse à haute altitude[24].

#### Zones naturelles d'intérêt écologique, faunistique et floristique
L’inventaire des zones naturelles d'intérêt écologique, faunistique et floristique (ZNIEFF) a pour objectif de réaliser une couverture des zones les plus intéressantes sur le plan écologique, essentiellement dans la perspective d’améliorer la connaissance du patrimoine naturel national et de fournir aux différents décideurs un outil d’aide à la prise en compte de l’environnement dans l’aménagement du territoire.
Cinq ZNIEFF de type 1 sont recensées sur la commune, : 
- les « Gorges de Kakoueta et d'Ehujarre » (2 829,53 ha)[26] ;
- les « hêtraies et landes de la confluence des gaves de Larrau et de Saint-Engrace » (5 156,66 ha), couvrant 7 communes du département[27] ;
- les « landes de Sainte-Engrâce » (2 950,52 ha)[28] ;
- le « pics de Biscarroulles et de Légorre, crêtes de la Chousse et de Benou » (2 756,94 ha), couvrant 3 communes du département[29] ;
- les « tourbières de Mendi Beltza » (25,52 ha)[30] ;

et deux ZNIEFF de type 2,, : 
- la « Haute-Soule » (26 095,69 ha), couvrant 9 communes du département[31] ;
- le « réseau hydrographique du gave d'Oloron et de ses affluents » (6 885,32 ha), couvrant 114 communes dont 2 dans les Landes et 112 dans les Pyrénées-Atlantiques[32].

## Urbanisme

### Typologie
Au 1er janvier 2024, Sainte-Engrâce est catégorisée commune rurale à habitat très dispersé, selon la nouvelle grille communale de densité à sept niveaux définie par l'Insee en 2022.
Elle est située hors unité urbaine et hors attraction des villes,.

### Occupation des sols

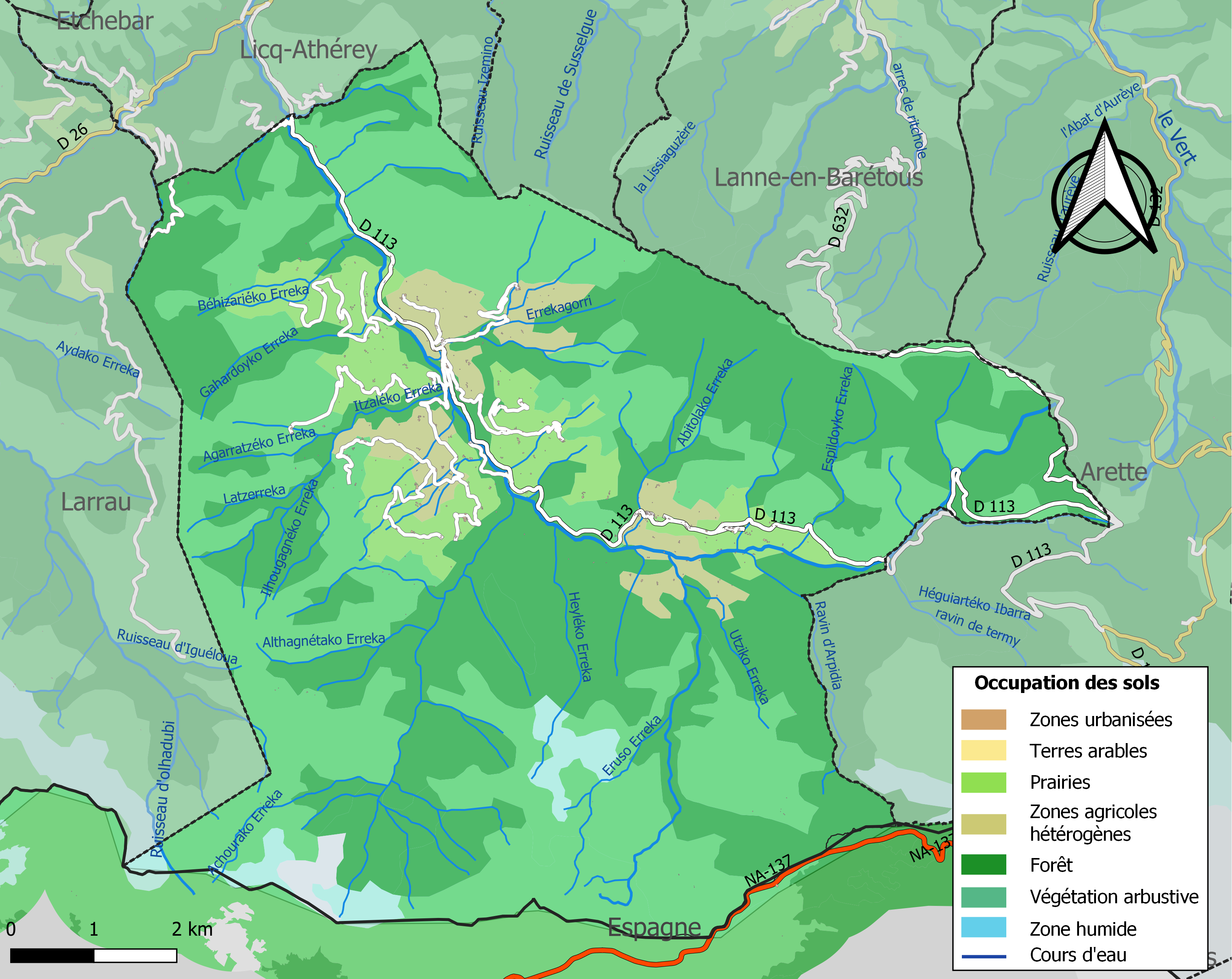
Carte des infrastructures et de l'occupation des sols de la commune en 2018 (CLC).

L'occupation des sols de la commune, telle qu'elle ressort de la base de données européenne d’occupation biophysique des sols Corine Land Cover (CLC), est marquée par l'importance des forêts et milieux semi-naturels (86,9 % en 2018), en augmentation par rapport à 1990 (84,8 %). La répartition détaillée en 2018 est la suivante : 
forêts (45,1 %), milieux à végétation arbustive et/ou herbacée (39,3 %), prairies (8,2 %), zones agricoles hétérogènes (4,9 %), espaces ouverts, sans ou avec peu de végétation (2,6 %). L'évolution de l’occupation des sols de la commune et de ses infrastructures peut être observée sur les différentes représentations cartographiques du territoire : la carte de Cassini (XVIIIe siècle), la carte d'état-major (1820-1866) et les cartes ou photos aériennes de l'IGN pour la période actuelle (1950 à aujourd'hui).

### Lieux-dits et hameaux
13 quartiers composent la commune de Sainte-Engrâce :
- Altsaso (Altsasolarrea sur les cartes IGN) ;
- Arpidea ;
- Athorro (Athoro sur les cartes IGN) ;
- Dolaintiürrütia ;
- Ekhialtea (Ekhi-Altia sur les cartes IGN) ;
- Gaztanbidea ;
- Harxilopea ;
- Kalla (Calla sur les cartes IGN) ;
- Kaserna (La Caserne sur les cartes IGN) ;
- Otsogorri ;
- Senta ;
- Ükhümürrütia ;
- Ürrütia.

### Voies de communication et transports

#### Sentiers de randonnée
Sainte-Engrâce se trouve sur le GR 10, sentier de grande randonnée qui longe les Pyrénées de l'Atlantique à la Méditerranée (870 km).
Il existe plusieurs sentiers balisés proposant des promenades de durées et de difficultés variables (de 2 à 7 heures) vers la forêt d'Iraty, les gorges d'Ehujarre, les gorges de Kakouetta.

### Risques majeurs
Le territoire de la commune de Sainte-Engrâce est vulnérable à différents aléas naturels : météorologiques (tempête, orage, neige, grand froid, canicule ou sécheresse), inondations, feux de forêts, mouvements de terrains, avalanche  et séisme (sismicité moyenne). Il est également exposé à un risque technologique, la rupture d'un barrage, et à un risque particulier : le risque de radon. Un site publié par le BRGM permet d'évaluer simplement et rapidement les risques d'un bien localisé soit par son adresse soit par le numéro de sa parcelle.

#### Risques naturels
Certaines parties du territoire communal sont susceptibles d’être affectées par le risque d’inondation par une crue torrentielle ou à montée rapide de cours d'eau, notamment le gave de Sainte-Engrâce. La commune a été reconnue en état de catastrophe naturelle au titre des dommages causés par les inondations et coulées de boue survenues en 1982, 1983, 1992, 2003 et 2009,.
Sainte-Engrâce est une des communes françaises les plus exposées au risque de feu de forêt : entre 2008 et 2024, 4.6% de son territoire a brûlé chaque année en moyenne. En 2020, le premier plan de protection des forêts contre les incendies (PDPFCI) a été adopté pour la période 2020-2030. La réglementation des usages du feu à l’air libre et les obligations légales de débroussaillement dans le département des Pyrénées-Atlantiques font l'objet d'une consultation de public ouverte du 16 septembre au 7 octobre 2022,.
Les mouvements de terrains susceptibles de se produire sur la commune sont des mouvements de sols liés à la présence d'argile et des affaissements et effondrements liés aux cavités souterraines (hors mines). Afin de mieux appréhender le risque d’affaissement de terrain, un inventaire national permet de localiser les éventuelles cavités souterraines sur la commune.

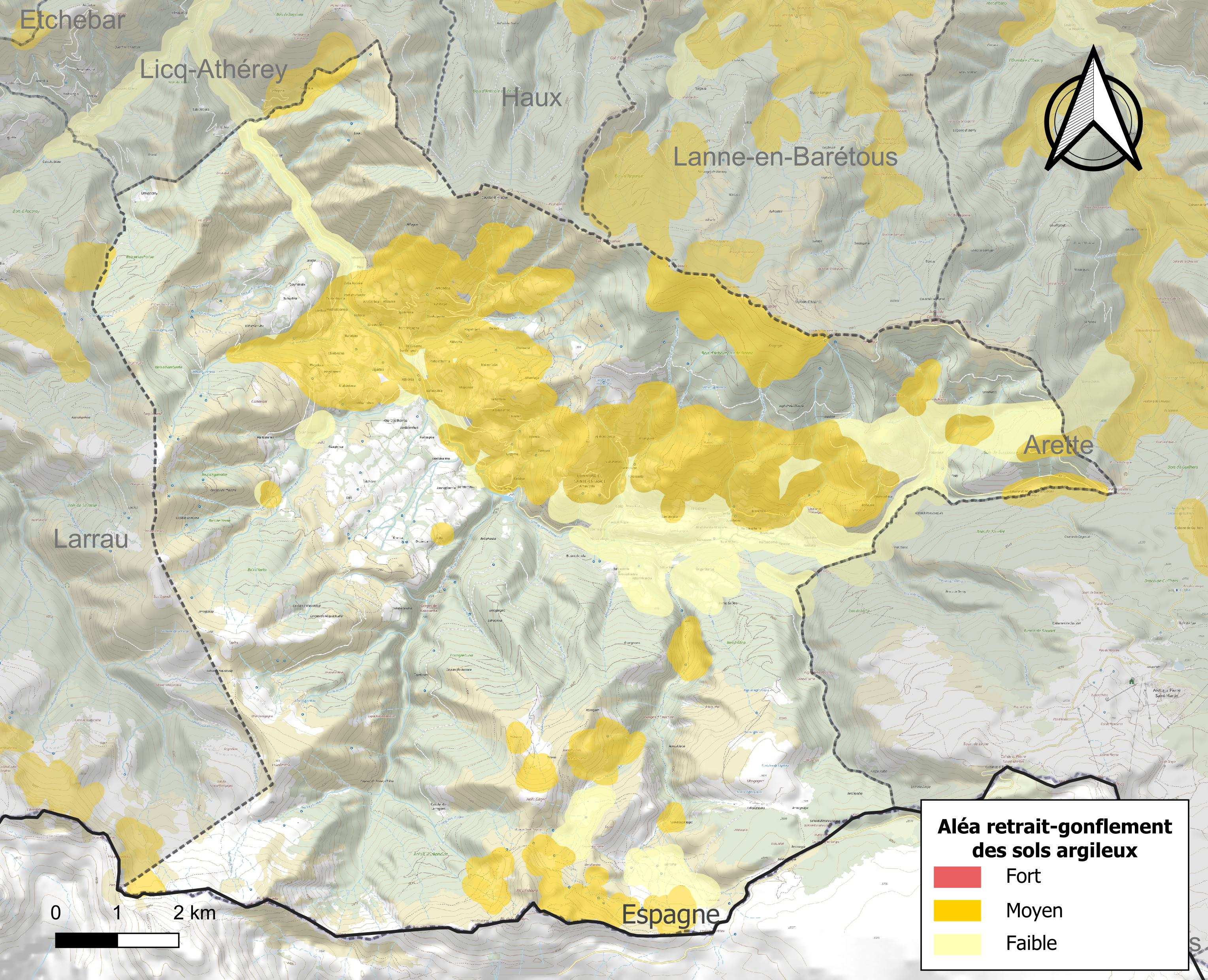
Carte des zones d'aléa retrait-gonflement des sols argileux de Sainte-Engrâce.

Le retrait-gonflement des sols argileux est susceptible d'engendrer des dommages importants aux bâtiments en cas d’alternance de périodes de sécheresse et de pluie. 21,8 % de la superficie communale est en aléa moyen ou fort (59 % au niveau départemental et 48,5 % au niveau national). Depuis le 1er octobre 2020, en application de la loi ELAN, différentes contraintes s'imposent aux vendeurs, maîtres d'ouvrages ou constructeurs de biens situés dans une zone classée en aléa moyen ou fort,.
Concernant les mouvements de terrains, la commune a été reconnue en état de catastrophe naturelle au titre des dommages causés par des mouvements de terrain en 2017 et 2018.
La commune est exposée aux risques d'avalanche. Les habitants exposés à ce risque doivent se renseigner, en mairie, de l’existence d’un plan de prévention des risques avalanches (PPRA). Le cas échéant, identifier les mesures applicables à l'habitation, identifier, au sein de l'habitation, la pièce avec la façade la moins exposée à l’aléa pouvant faire office, au besoin, de zone de confinement et équiper cette pièce avec un kit de situation d’urgence,.

#### Risque technologique
La commune est en outre située en aval de barrages de classe A. À ce titre elle est susceptible d’être touchée par l’onde de submersion consécutive à la rupture de cet ouvrage.

#### Risque particulier
Dans plusieurs parties du territoire national, le radon, accumulé dans certains logements ou autres locaux, peut constituer une source significative d’exposition de la population aux rayonnements ionisants. Selon la classification de 2018, la commune de Sainte-Engrâce est classée en zone 3, à savoir zone à potentiel radon significatif.

## Toponymie

### Attestations anciennes
Le toponyme Sainte-Engrâce apparaît sous les formes Sancta-Gracia (1178, collection Duchesne volume CXIV), Sancta-Engracia (1215, cartulaire d'Oloron), Sente-Gracie (1383, contrats de Luntz), Sente-Grace-deus-Portz (1386, notaires de Navarrenx), Sancte-Gratii, Urdaix et Urdays (respectivement vers 1460 et vers 1476 pour les deux dernières formes, contrats d'Ohix).
Vient du latin gratia (« grâce »).

### Autres toponymes
L'Althagnétako erreka est mentionné par Paul Raymond sous la forme Althaguette.

### Graphie basque
Son nom basque actuel est Santa Grazi (ou Urdatx).

## Histoire
Le village de Sainte-Engrâce s'est probablement formé autour de l'église éponyme fondée en 1085 par l'abbaye de Leyre en Navarre, à laquelle s'adjoignait un hôpital pour les pèlerins. C'était une étape sur le chemin de Compostelle, dont le nom fait référence à une jeune Lusitanienne qui fut martyrisée par les Romains en 304 alors qu'elle se rendait en Gaule pour épouser un noble chrétien. Le culte de la sainte prit naissance à Saragosse et la légende dit, qu'au Xe siècle, des voleurs s'emparèrent d'un bras de la sainte et le cachèrent dans le tronc creux d'un chêne. Chaque jour un taureau s'agenouillait devant le chêne et ses cornes flamboyaient. Une église fut alors édifiée à cet emplacement et devint lieu de pèlerinage. La précieuse relique disparut en 1569 au cours des guerres de Religion. L'église fut classée monument historique en 1841. Elle a été l'objet d'importants travaux de restauration dans le milieu des années 1980.

## Politique et administration

### Liste des maires
| Période                                  | Période      | Identité      | Étiquette | Qualité |
| ---------------------------------------- | ------------ | ------------- | --------- | ------- |
| Les données manquantes sont à compléter. |              |               |           |         |
| 1995                                     | 2018 (décès) | Albert Aguiar | DVG       |         |
| 2018                                     | En cours     | Maryse Othart |           |         |

### Intercommunalité
La commune fait partie de huit structures intercommunales :
- la communauté d'agglomération du Pays Basque ;
- le SIGOM ;
- le SIVOM du canton de Tardets ;
- le SIVU chargé du tourisme en Haute-Soule et Barétous ;
- le SIVU d’Erayce ;
- le SIVU La Verna ;
- le syndicat d’énergie des Pyrénées-Atlantiques ;
- le syndicat intercommunal pour le soutien à la culture basque.

Sainte-Engrâce accueille le siège du SIVU d'Erayce ainsi que celui du SIVU La Verna.

## Population et société

### Démographie
L'évolution du nombre d'habitants est connue à travers les recensements de la population effectués dans la commune depuis 1793. Pour les communes de moins de 10 000 habitants, une enquête de recensement portant sur toute la population est réalisée tous les cinq ans, les populations de référence des années intermédiaires étant quant à elles estimées par interpolation ou extrapolation. Pour la commune, le premier recensement exhaustif entrant dans le cadre du nouveau dispositif a été réalisé en 2006.

En 2022, la commune comptait 172 habitants, en évolution de −10,42 % par rapport à 2016 (Pyrénées-Atlantiques : +3,78 %, France hors Mayotte : +2,11 %).
| 1793  | 1800  | 1806  | 1821  | 1831  | 1836  | 1841  | 1846  | 1851  |
| ----- | ----- | ----- | ----- | ----- | ----- | ----- | ----- | ----- |
| 1 057 | 1 258 | 1 056 | 1 275 | 1 457 | 1 402 | 1 340 | 1 451 | 1 337 |

| 1856  | 1861  | 1866  | 1872  | 1876  | 1881 | 1886 | 1891 | 1896 |
| ----- | ----- | ----- | ----- | ----- | ---- | ---- | ---- | ---- |
| 1 229 | 1 221 | 1 174 | 1 045 | 1 013 | 999  | 994  | 941  | 931  |

| 1901 | 1906 | 1911 | 1921 | 1926 | 1931 | 1936 | 1946 | 1954 |
| ---- | ---- | ---- | ---- | ---- | ---- | ---- | ---- | ---- |
| 902  | 883  | 889  | 851  | 727  | 815  | 772  | 628  | 589  |

| 1962 | 1968 | 1975 | 1982 | 1990 | 1999 | 2006 | 2011 | 2016 |
| ---- | ---- | ---- | ---- | ---- | ---- | ---- | ---- | ---- |
| 566  | 529  | 510  | 391  | 319  | 250  | 212  | 209  | 192  |

| 2021 | 2022 | - | - | - | - | - | - | - |
| ---- | ---- | - | - | - | - | - | - | - |
| 180  | 172  | - | - | - | - | - | - | - |

### Enseignement
La commune dispose d'une école, l'école élémentaire publique Caserne.

## Économie
L'agriculture et le tourisme sont les deux principales activités du village. Il y a 15 gîtes ruraux et 2 campings à Sainte-Engrâce. La commune fait partie de la zone d'appellation de l'Ossau-iraty.
Il y a quelques artisans dans le secteur du bâtiment et 45 agriculteurs en activité sur le territoire de la commune, pratiquant uniquement l'élevage. Les ovins sont de race laitière (manech ou béarnaise), leur lait est utilisé pour la production de fromage fermier ou vendu à des groupes laitiers. Les bovins sont des blondes d'Aquitaine, élevés pour la viande tandis que les chevaux sont de « race Lourde ».
La station de ski d'Issarbe est une station de ski de fond du département des Pyrénées-Atlantiques. Elle est implantée sur les communes de Lanne-en-Barétous et Sainte-Engrâce.
Le barrage hydroélectrique de la Société hydroélectrique du Midi (SHEM) — une ancienne filiale de la SNCF aujourd'hui d'Engie —, est construit entre 1914 et 1915, puis surélevé de 1953 à 1954 et mis en service en 1955 sur le gave de Sainte-Engrâce. Haut de 42 m, il possède une capacité de 11 300 m3.
Suez a mis en service le 2 avril 2008 le barrage hydroélectrique souterrain de La Verna à Sainte-Engrâce. Situé à 700 mètres de profondeur dans le gouffre de la Pierre-Saint-Martin, ce barrage capte l'eau d'une rivière souterraine qui réalimente en permanence un cours d'eau à sec six mois de l'année.

## Culture locale et patrimoine

### Patrimoine religieux
L'église est romane, massive, avec une abside, deux absidioles et un clocher carré. Les trois nefs comptent 12 chapiteaux remarquables. Lors de la visite, on peut, moyennant quelques pièces, déclencher l'éclairage du chœur et la diffusion de très beaux chants religieux basques. Le cimetière contient des stèles discoïdales caractéristiques du pays basque.
|  |  |  |

### Personnalités liées à la commune
- Marc Large, écrivain, a publié un roman dont l'intrigue se déroule à Sainte-Engrâce en 1780 : Xan de l'Ours, la légende de l'homme sauvage, éd. Cairn, 2008, avec une préface de Renaud[71].
- Jean-Marie Burguburu, avocat, né à Saint-Engrâce, président de la commission nationale consultative des droits de l'homme depuis 2020.